# Kirche Ranzin

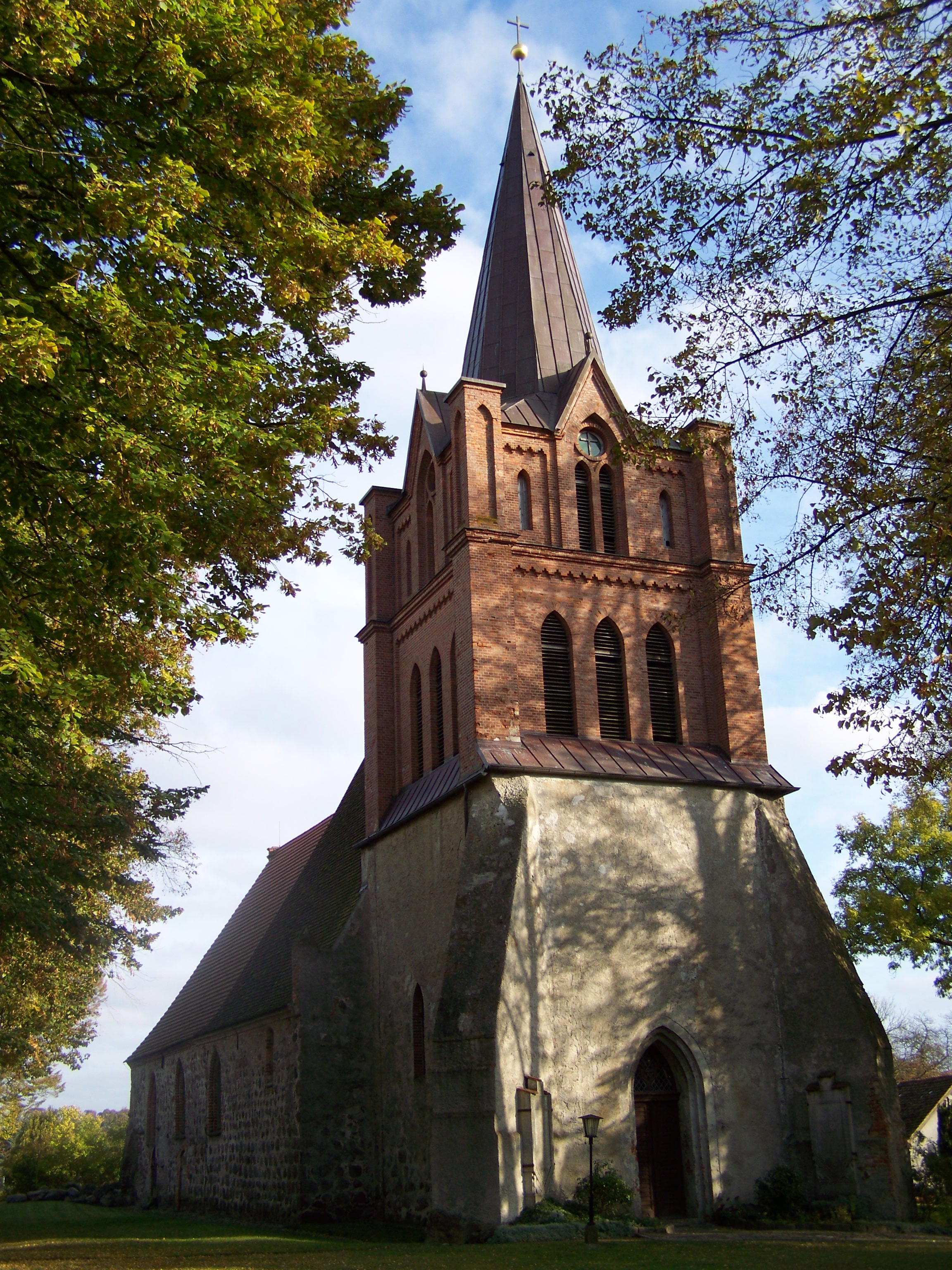
Die Kirche in Ranzin (2009)

Die Kirche Ranzin ist ein aus dem 13. Jahrhundert stammendes Kirchengebäude im Ortsteil Ranzin der Gemeinde Züssow in Vorpommern.

## Geschichte
Um 1249 begann der Bau einer einschiffigen, rechteckigen Feldsteinkirche. 1850 und 1966/1967 fanden Restaurierungen der Kirche statt.
Der Kirchturm wurde 1861 aus Backstein nach Plänen von Eduard Knoblauch aus Berlin auf einem spätgotischen Feldstein-Unterbau errichtet und 1999 saniert. Der Turm besitzt einen achtseitigen kupfernen Spitzhelm, die jetzige Eindeckung stammt von 1989 bis 1993.
Ab 1999 wurden grundlegende Arbeiten in der Kirche getätigt, so erhielt die Kirche ein neues Ziegeldach, eine neue Decke und einen neuen Fußboden, auch wurde das Gestühl erneuert.
Der Chor weist ein Kreuzrippengewölbe auf. In drei Nischen sind die 1966/67 freigelegten Wandmalereien vom Anfang des 14. Jahrhunderts zu sehen, die die Erschaffung Evas, den Sündenfall und die Vertreibung aus dem Paradies zeigen. Der Gemeindesaal hat eine 1850 verschalte flache Holzbalkendecke.
Die erhaltenen Grabplatten mit Wappen und Inschriften von 1315, 1357 und 1407 für Angehörige des alten Adelsgeschlechts Horn gehören zu den ältesten erhaltenen Grabdenkmälern in Vorpommern. Die Taufe mit Maßwerkformen stammt von 1872, Altar und Kanzel entstammen der Moderne. Eine Patronatsgedenktafel erinnert an Achim von Voß-Wolffradt. Die Orgel wurde 1911 in der Werkstatt von Barnim Grüneberg gefertigt und 1996 generalrepariert.

## Kirchgemeinde
Die evangelische Kirchgemeinde gehört seit 2012 zur Propstei Demmin im Pommerschen Evangelischen Kirchenkreis der Evangelisch-Lutherischen Kirche in Norddeutschland. Vorher gehörte sie zum Kirchenkreis Greifswald der Pommerschen Evangelischen Kirche.

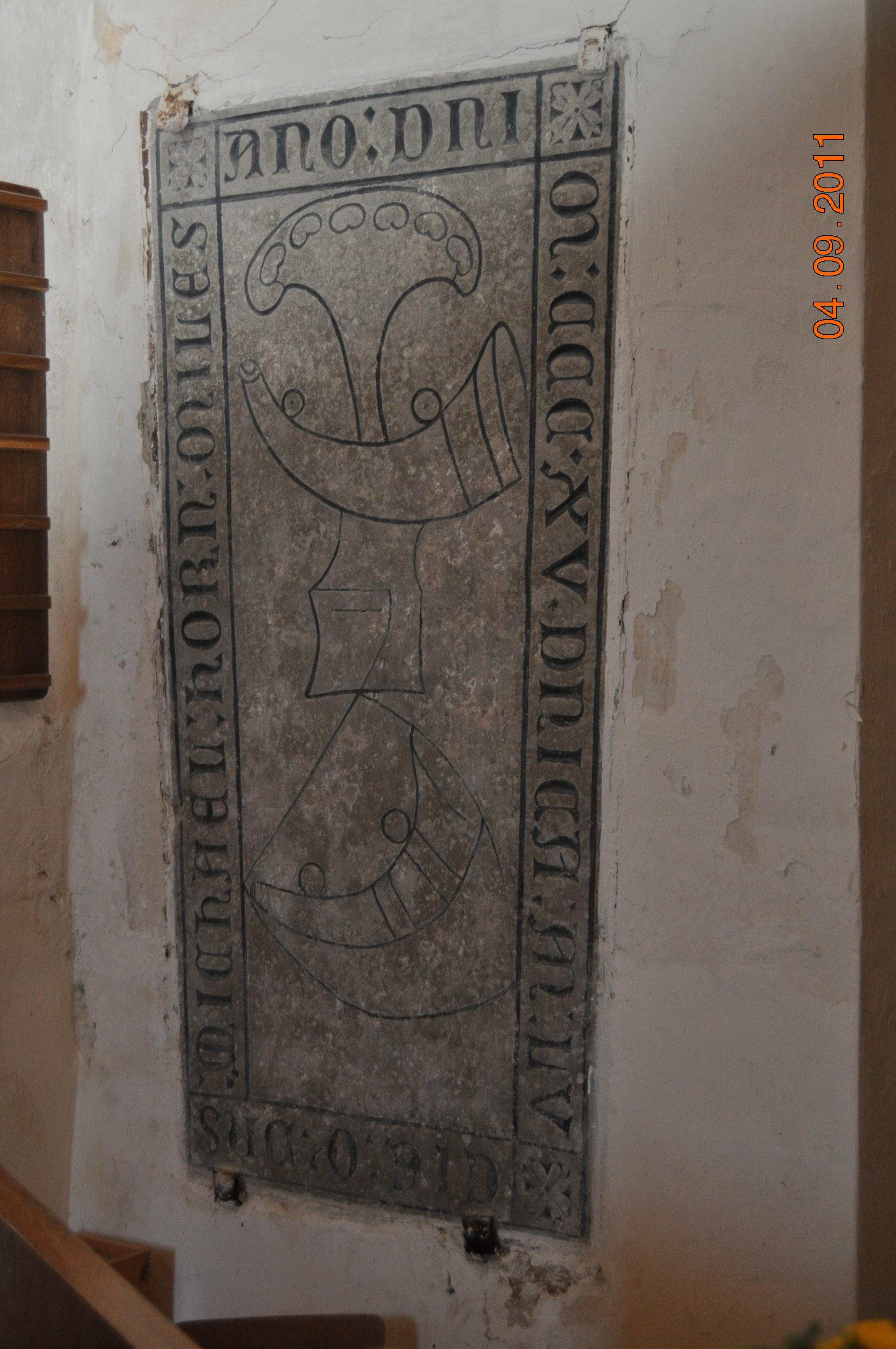
Grabplatte v. Horn 1315
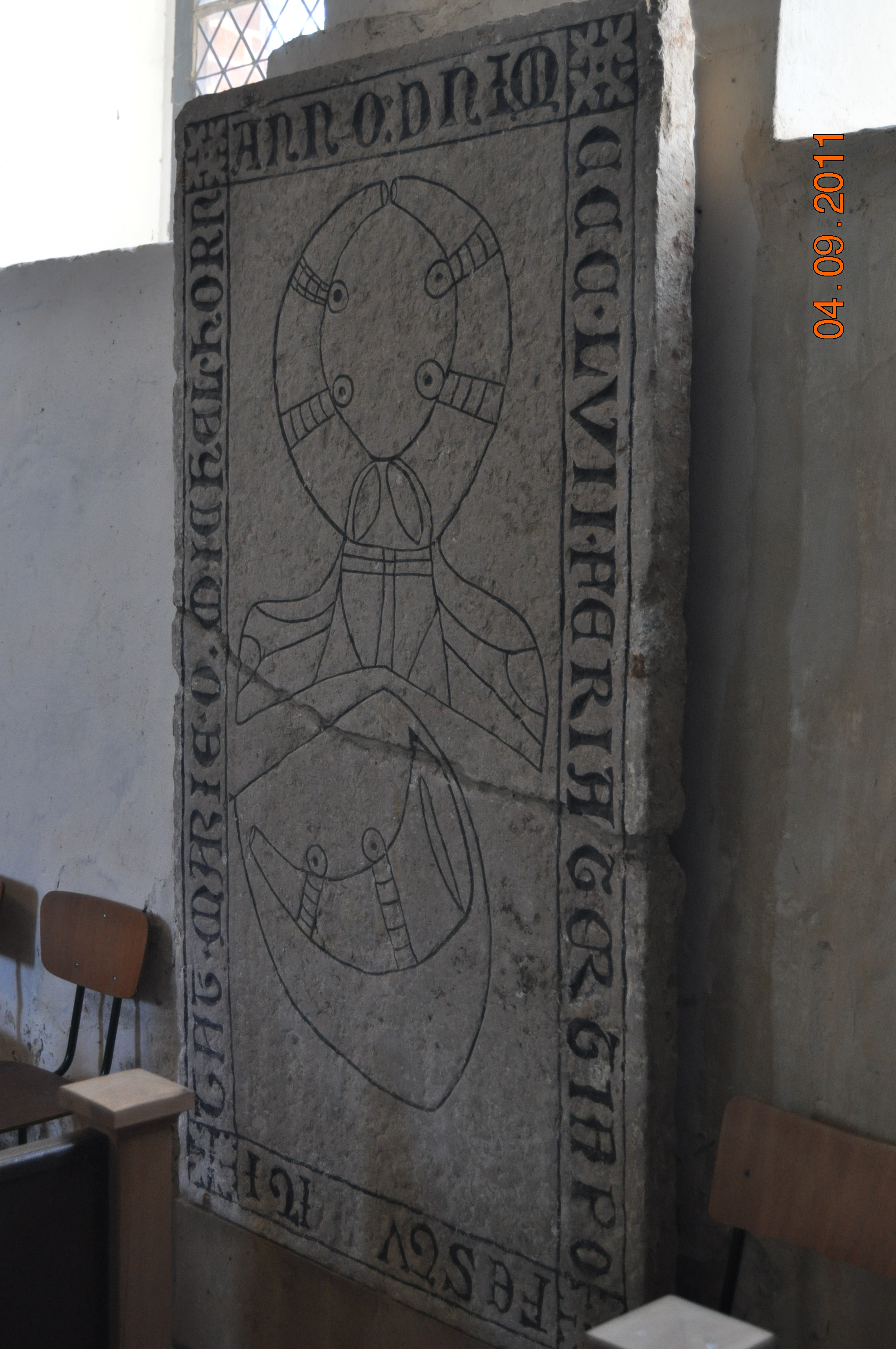
Grabplatte v. Horn 1357
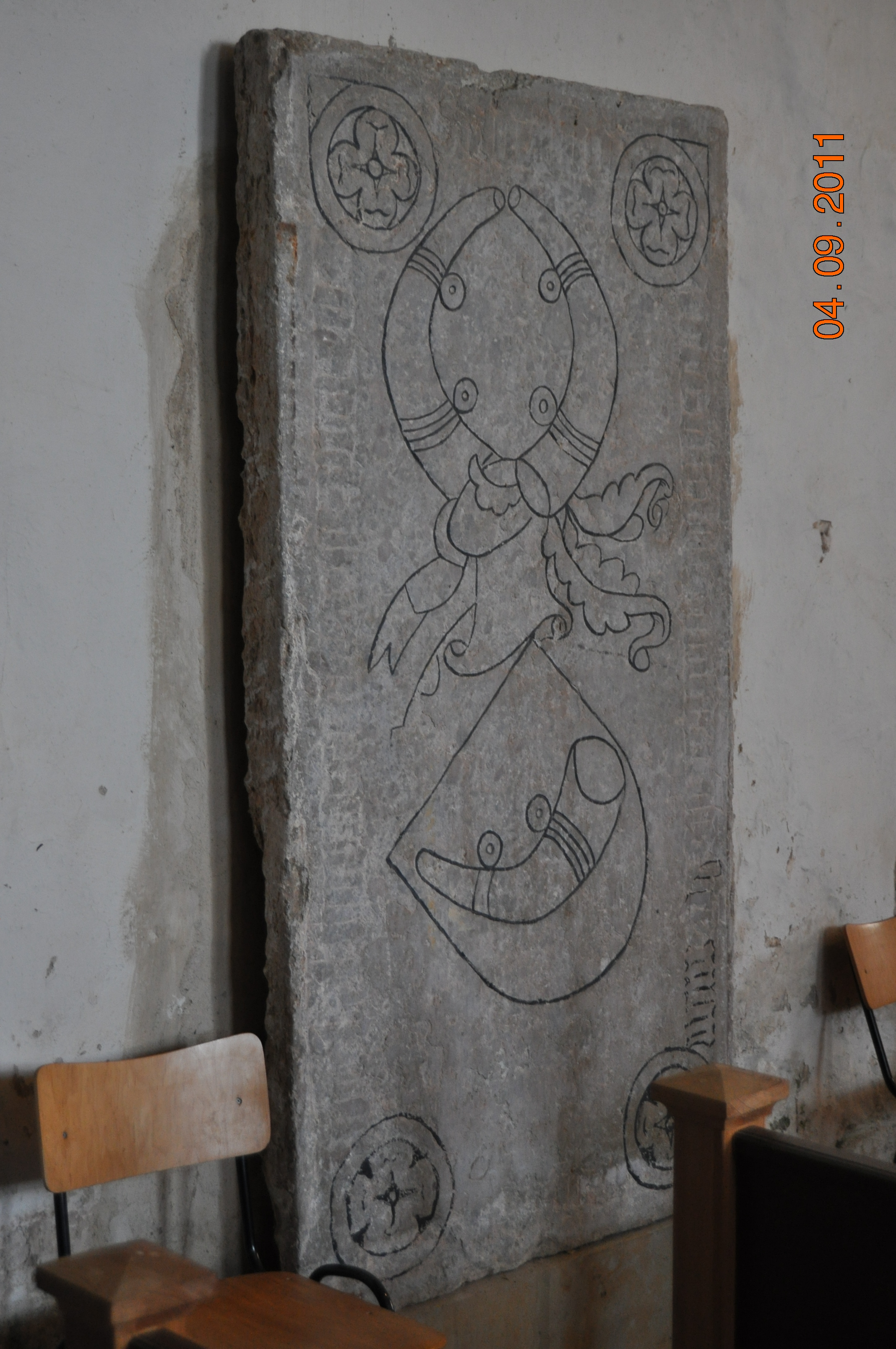
Grabplatte v. Horn 1407
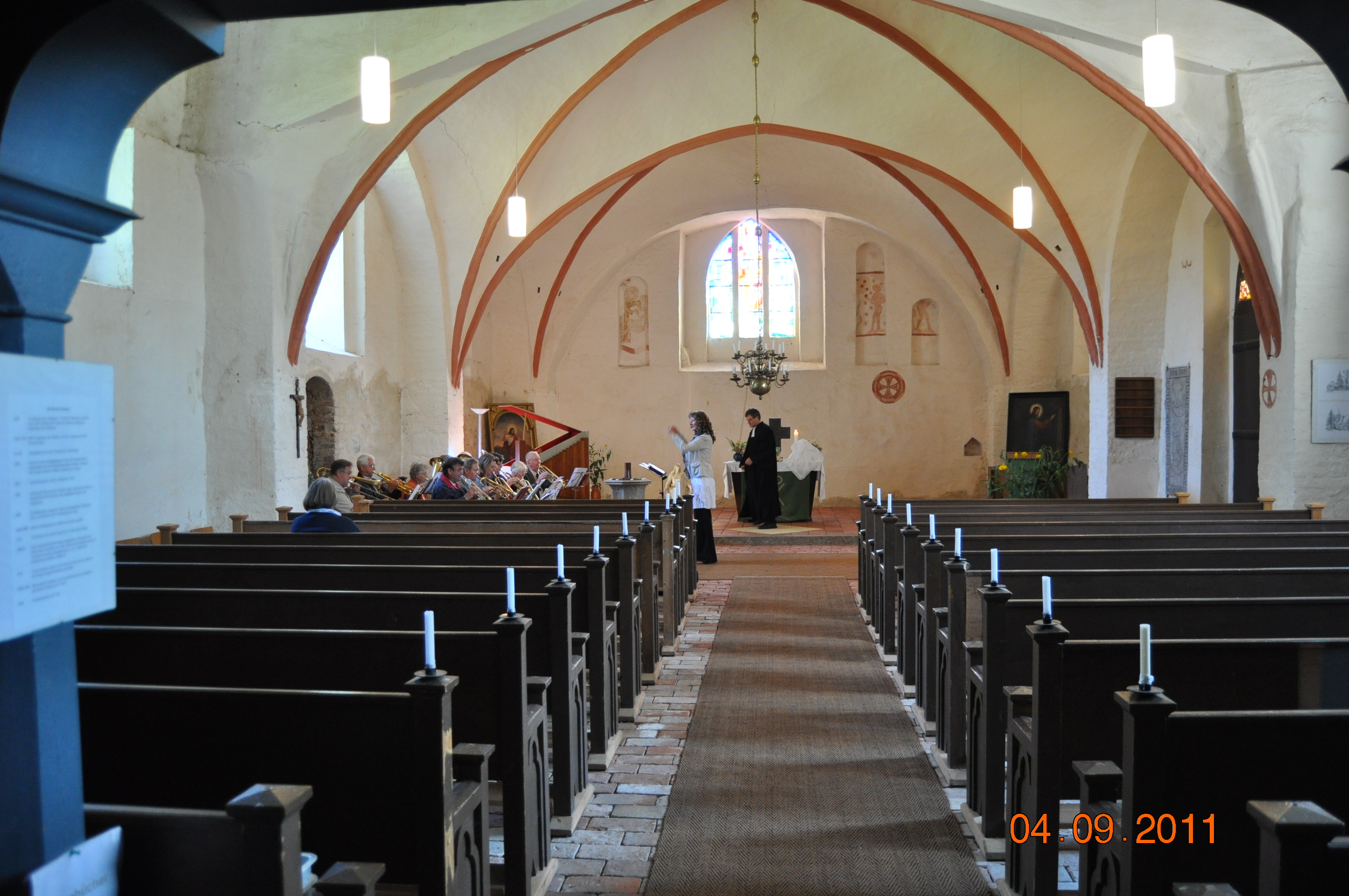
Blick zum Altar
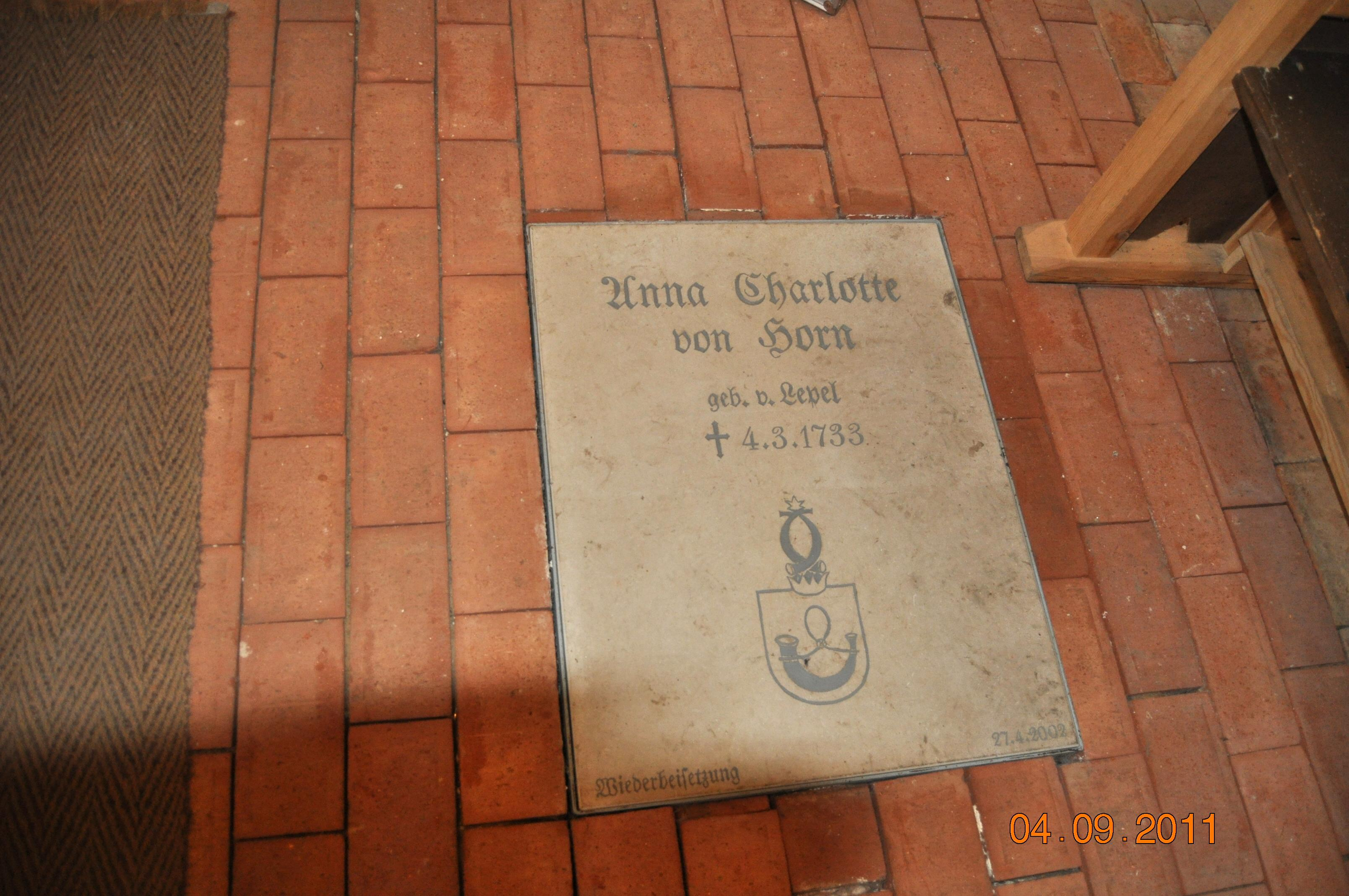
Grabstätte Anna v. Horn, geb. Lepel 1733
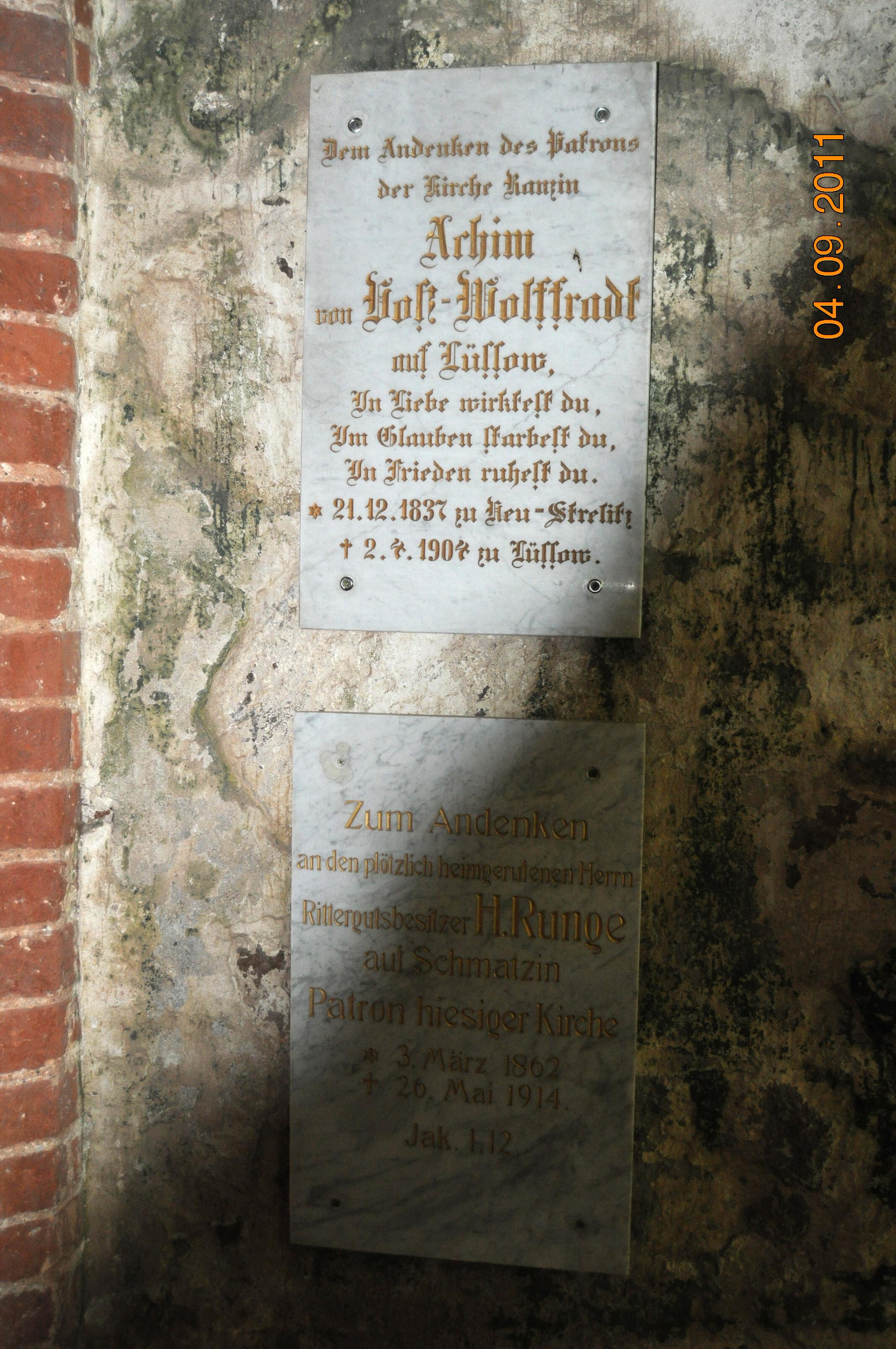
Gedenkplatten Kirchpatrone
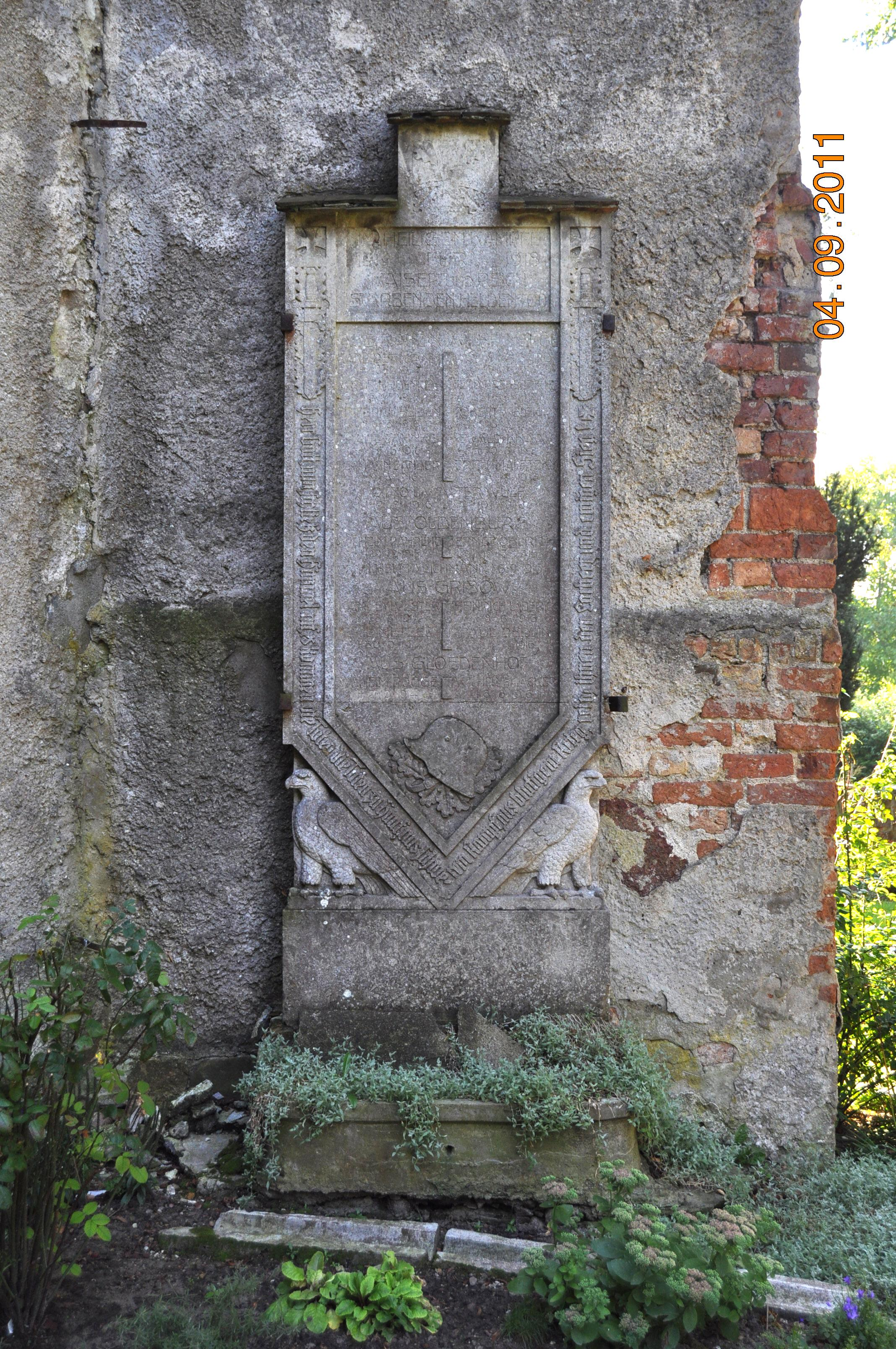
Kriegerdenkmal Erster Weltkrieg